# Verkiezingen voor het Europees Parlement 1999/Kandidatenlijst/VVD
De kandidatenlijst van de VVD voor de Europese Parlementsverkiezingen van 1999  werd op een partijcongres op 13 maart 1999 vastgesteld. 

## De lijst
1. Jan-Kees Wiebenga
2. Elly Plooij-van Gorsel
3. Jan Mulder
4. Jules Maaten
5. Marieke Sanders-Ten Holte
6. Robert Jan Goedbloed
7. Klaas Groenveld
8. Herman Vermeer
9. Roland van Benthem
10. Ria Tamis
11. Wytze Russchen
12. Raymond van der Meer
13. Ineke van Ark-Hessing
14. Albert Holtland
15. Mark Onur
16. Ted Versteegh-Weijers
17. Rinus van Greuningen
18. Mark Boumans
19. Giel Dubbeld
20. Dennis Straat
21. Toine Manders
22. Peter Sijmons
23. Leo de Kok
24. Stan Lyczak
25. Jan Pieter Vos
26. Hans-Peter Schoonenberg